# Mario Cordova
Mario Cordova (Catania, 9 marzo 1955) è un doppiatore, direttore del doppiaggio, attore e dialoghista italiano.

## Biografia
Dopo essersi diplomato alla scuola del Teatro Stabile di Catania, si è trasferito a Roma dove ha iniziato l'attività di doppiatore nel 1979 con 10 di Blake Edwards. Nel 1980, dopo varie partecipazioni a spettacoli teatrali, è uno dei sei attori fissi della sit-com in onda su Domenica in Chiamata urbana urgente per il numero di Amendola e Corbucci, con Valeria Valeri, Nando Gazzolo, Enrica Bonaccorti, Riccardo Garrone, Jenny Tamburi. L'anno successivo è protagonista a fianco di Laura Lattuada di uno dei più grandi successi Rai, Storia di Anna, per la regia di Salvatore Nocita. Lo sceneggiato è in quattro puntate e raggiunge vette di ascolto di 20 milioni di spettatori.
Sempre insieme a Laura Lattuada nel 1983 è protagonista di Piccolo mondo antico di Antonio Fogazzaro, ancora per la regia di Salvatore Nocita.
Nel 1986 è co-protagonista insieme a Rossano Brazzi de La valle dei pioppi, una coproduzione italo/franco/svizzera sviluppata in 52 puntate di 26 minuti trasmessa in Italia dalla Rai.
È diventato noto per aver prestato voce agli attori Richard Gere, Willem Dafoe, Jeremy Irons, Harvey Keitel e Patrick Swayze in alcune significative interpretazioni, Philip Anglim nella miniserie Uccelli di rovo, Bruce Willis nella serie Moonlighting e nel film Pulp Fiction di Quentin Tarantino, Harold Ramis nei panni di Egon Spengler in Ghostbusters - Acchiappafantasmi, Kevin Sorbo in Hercules, Marc Singer in V - Visitors e in Visitors, Barry Van Dyke in Un detective in corsia, al personaggio di He-Man in He-Man e i dominatori dell'universo e Ted Danson nei panni di D. B. Russell in CSI - Scena del crimine.
Tra i tanti attori doppiati figurano Arnold Schwarzenegger in Conan e Danko, Michael Keaton in Batman - Il ritorno di Tim Burton e My Life, Nick Nolte, Michael Madsen, Chuck Norris e James Woods.
Nel 2009 entra nel cast della soap opera di Canale 5 CentoVetrine.
Dopo 20 anni dedicati esclusivamente al doppiaggio, nel 2006 torna in teatro ed insieme ad Alessandro Preziosi recita e canta nel musical Datemi tre caravelle.
Nel 2010 entra nel cast di Distretto di Polizia regia di A. Ferrari, Fratelli detective di R. Izzo, L'ombra del diavolo di M. Maccaferri, Squadra antimafia di B. Catena, Il segreto dell'acqua di R. De Maria, La Traviata di A. Frazzi. A luglio dello stesso anno vince il premio "Leggio d'oro voce maschile dell'anno".
Nel 2011 è nel cast della miniserie televisiva di Canale 5 Angeli e diamanti, regia di Raffaele Mertes.
Nello stesso anno per il cinema è "l'invalido" nel film Qualunquemente di Giulio Manfredonia con Antonio Albanese, e "Max Liverani" nel film di Carlo Vanzina Sotto il vestito niente - L'ultima sfilata.
Nel 2012 fa parte del cast L'onore e il rispetto - parte terza su Canale 5 nel ruolo di Don Mancuso.
In seguito compare in Squadra antimafia - Palermo oggi 4, Le tre rose di Eva 2 e Un caso di coscienza 5.
Nel 2023 esce il suo primo romanzo intitolato Gli uccelli non hanno vertigini.

## Vita privata
È stato sposato con l'attrice e doppiatrice Mavi Felli e con la doppiatrice Barbara Salvucci.

## Doppiaggio

### Film
- Willem Dafoe in Cuore selvaggio, White Sands - Tracce nella sabbia, Il paziente inglese, American Psycho, In ostaggio, Mr. Bean's Holiday, La polvere del tempo, Grand Budapest Hotel, Affari di famiglia, Colpa delle stelle, John Wick, The Great Wall, Quando un padre, Cane mangia cane, Death Note - Il quaderno della morte, Assassinio sull'Orient Express, Seven Sisters, Van Gogh - Sulla soglia dell'eternità, Motherless Brooklyn - I segreti di una città, Togo - Una grande amicizia, Il suo ultimo desiderio, Il collezionista di carte, The French Dispatch of the Liberty, Kansas Evening Sun, La fiera delle illusioni - Nightmare Alley, The Northman, Asteroid City, Povere creature!, Kinds of Kindness, Beetlejuice Beetlejuice, Nosferatu, The Legend of Ochi, La trama fenicia
- Richard Gere in Affari sporchi, Analisi finale, Sommersby, Schegge di paura, L'angolo rosso - Colpevole fino a prova contraria, The Jackal, Autumn in New York, Il dottor T & le donne, The Mothman Prophecies - Voci dall'ombra, L'amore infedele - Unfaithful, Shall We Dance?, Parole d'amore, Identikit di un delitto, Hachiko - Il tuo migliore amico, Brooklyn's Finest, Amelia, The Double, La frode, Comic Movie, Gli invisibili, Ritorno al Marigold Hotel, Franny, The Dinner, L'incredibile vita di Norman, Lo stato della mente, Ti presento i suoceri, Oh, Canada - I tradimenti
- Jeremy Irons in Il mistero Von Bulow, La casa degli spiriti, M. Butterfly, Lolita, The Time Machine, Margin Call, Treno di notte per Lisbona, L'uomo che vide l'infinito, Race - Il colore della vittoria, Batman v Superman: Dawn of Justice, Assassin's Creed, Justice League, Zack Snyder's Justice League, Monaco - Sull'orlo della guerra, The Flash, The Beekeeper
- Bruce Greenwood in A cena con un cretino, Devil's Knot - Fino a prova contraria, Un amore senza fine, Gold - La grande truffa, The Post
- Don Johnson in Machete, Django Unchained, Tutte contro lui - The Other Woman, Vendetta - Una storia d'amore, Book Club - Tutto può succedere
- Bruce Willis in Il colore della notte, Pulp Fiction, Genitori cercasi, Attacco al potere, Storia di noi due
- Harvey Keitel in Caro Gorbaciov, Il grande inganno, Sister Act - Una svitata in abito da suora, Lezioni di piano
- Patrick Swayze in Il duro del Road House, Ghost - Fantasma, Point Break - Punto di rottura, Tre desideri
- James Woods in Indagine ad alto rischio, Getaway, Contact, End Game
- Nick Nolte in Alla ricerca dell'assassino, Jefferson in Paris, Neverwas - La favola che non c'è
- Michael Keaton in Batman - Il ritorno, My Life - Questa mia vita, Sola nel buio
- Arnold Schwarzenegger in Conan il barbaro, Conan il distruttore, Danko
- Lance Kinsey in Scuola di polizia 3 - Tutto da rifare, Scuola di polizia 4 - Cittadini in... guardia, Scuola di polizia 5 - Destinazione Miami
- Armand Assante in Terzo grado, Bella, bionda... e dice sempre sì, Hoffa - Santo o mafioso?
- Mickey Rourke in Barfly - Moscone da bar, Harley Davidson & Marlboro Man, L'ultimo fuorilegge, 13 - Se perdi... muori
- Bryan Cranston in Rock of Ages, Total Recall - Atto di forza, L'ultima parola - La vera storia di Dalton Trumbo, The Infiltrator
- John Malkovich in Uomini e topi, Ritratto di signora, Transformers 3
- Treat Williams in Il principe della città, Miss F.B.I. - Infiltrata speciale, Ricomincio da me
- Michael Madsen in Thelma & Louise, La morte può attendere, Una famiglia in trappola
- Daniel Auteuil in In amore c'è posto per tutti, Sogno di una notte di mezza età, Addio, Signor Haffmann
- James Remar in Mezzo professore tra i marines, Miracolo nella 34ª strada, Oppenheimer
- Kevin Costner in Draft Day, Criminal
- Bill Murray in Kingpin, Monuments Men
- William Petersen in Manhunter - Frammenti di un omicidio
- Michael Douglas in Solitary Man
- Chuck Norris in Rombo di tuono, Hellbound - All'inferno e ritorno
- John Slattery in Mona Lisa Smile, Il caso Spotlight
- Christopher Lambert in Somiglianza letale, Ghost Rider - Spirito di vendetta
- Sam Neill in Un grido nella notte, Sirene
- John Cleese in E ora qualcosa di completamente diverso, Brian di Nazareth
- Julian McMahon ne I Fantastici 4, I Fantastici 4 e Silver Surfer
- Scott Glenn in Kidnapping - Pericolo in agguato, Squadra investigativa speciale S.I.S. giustizia sommaria
- Joaquim de Almeida in Come ti ammazzo il bodyguard, Downsizing - Vivere alla grande
- Ted Danson in Brivido caldo e The Good Place
- Craig Sheffer in Cabal
- Gianni Celeste in Vite perdute
- Chris Sarandon in Ammazzavampiri
- James Stephens in Una notte con vostro onore
- Lewis Collins in Commando Leopard
- Joseph Cortese in Monsignore
- Robin Williams in Come ti ammazzo un killer
- Jean-Pierre Bacri in Prestami il rossetto
- Karlheinz Hackl in Assisi Underground
- Jim Youngs in Spalle larghe
- Michael Nouri in L'alieno
- Xander Berkeley in L'albero del male
- Patrick McGoohan in Le tre vite della gatta Tomasina
- Anthony LaPaglia in Amore all'ultimo morso
- Larry Pine in Vanya sulla 42esima strada
- Gabriel Byrne in Nave fantasma
- Jack Scalia in Red Eye
- Ciarán Hinds in Il debito
- Aleksandr Yatsko in Spiral - Giochi di potere
- Richard Jenkins in God's Pocket
- Mel Gibson in Daddy's Home 2
- Jeff Goldblum in Thor: Ragnarok
- Peter Simonischek in Crescendo - #makemusicnotwar
- Harold Ramis in Ghostbusters - Acchiappafantasmi
- Dennis Quaid in Il mio nemico
- Eric Roberts in I mercenari - The Expendables
- Jason Flemyng in A Working Man
- William Houston in Dracula Untold
- Bill Nighy in I, Frankenstein
- Shai Avivi in Una settimana e un giorno
- Yorick van Wageningen in Papillon
- Johnny Hallyday in Parliamo delle mie donne
- Charles Grodin in Dinosauri a colazione
- Michael Wincott in Il corvo - The Crow
- Peter Serafinowicz in Guardiani della Galassia
- Tom Jones in Mars Attacks!
- John Cullum in Love & Secrets
- Gérard Depardieu in Il colonnello Chabert
- Thomas Ian Griffith in Impatto devastante
- Andrzej Seweryn in La rivoluzione francese
- Oliver Stone in Ogni maledetta domenica - Any Given Sunday
- Richard Dreyfuss in Stand by Me - Ricordo di un'estate
- Jeffrey Dean Morgan in Bus 657
- William Shatner in Rotta verso l'ignoto
- Raúl Juliá in Street Fighter - Sfida finale
- Tony Leung Chiu-Wai in Hong Kong Express
- Philippe Résimont in Gli infallibili
- Jens Jørn Spottag in Maybe Baby 2
- Tomokazu Miura in Perfect Days
- Rolf Saxon in Mission: Impossible - The Final Reckoning
- Peter Gallagher in Humane

### Film d'animazione
- Rayburn Sr. e Re Gorge in Steve - Un mostro a tutto ritmo
- Adam/He-Man in Il segreto della spada
- Voce narrante in Daffy Duck's Quackbusters - Agenzia acchiappafantasmi
- Papà Tasso in Cipollino
- Dr. Dee in Mary e il fiore della strega
- Simmons in Tilly e il draghetto
- Topo ne Il vento nei salici
- Senzanome ne I Magotti e la pentola magica
- il Re delle Fate in Strange Magic
- Buzz in Bee Movie
- Il gatto veterano in Bolt - Un eroe a quattro zampe
- Lord Milori in Trilli e il segreto delle ali
- Sceriffo di Nottingham in Tom & Jerry e Robin Hood[4]
- Il telecronista in Goool!
- Capitano Galar in La leggenda del Vento del Nord
- Acquavite in Sausage Party - Vita segreta di una salsiccia
- Phantom F. Harlock I in Capitan Harlock - L'Arcadia della mia giovinezza
- Glenn Arias in Resident Evil: Vendetta
- Dart Fener in LEGO Star Wars: L'Impero fallisce ancora
- Gustave Eiffel in Dililì a Parigi
- Giron in Ploi
- Godfrey in Lupin the IIIrd - La bugia di Mine Fujiko
- Professor Fudo in Devilman - Il capitolo della nascita
- Podestà in Pinocchio di Guillermo del Toro

### Serie televisive
- Ted Danson in CSI - Scena del crimine, CSI: Cyber, Fargo, The Good Place, The Man Inside
- Kevin Sorbo in Hercules, Xena - Principessa guerriera
- César Évora ed Eduardo Palomo in Cuore selvaggio
- James Remar ed Eric Roberts in Grey's Anatomy
- Bruce Willis in Moonlighting
- Robert Patrick in Scorpion
- Jeremy Irons in Watchmen
- Stuart Wilson in Dinotopia
- Michael J. Harney in Orange Is the New Black
- Brett Cullen in Devious Maids - Panni sporchi a Beverly Hills
- Barry Van Dyke in Un detective in corsia
- Michael Ontkean in I segreti di Twin Peaks
- Joaquim de Almeida in 24
- Lluís Homar in Il sospetto
- Günther Stoll in L'ispettore Derrick
- Rhys Ifans in Elementary
- Timothy Dalton in Doctor Who,Doom Patrol
- Peter Wingfield in Sanctuary
- Jack Kruschen in Zorro
- Steve Martin in Only Murders in the Building
- Stanislav Boklan in Servitore del popolo
- Diego Ramos in Violetta
- Roberto Ibanez in Milagros
- Jorge Marrale in Renzo e Lucia - Storia d'amore di un uomo d'onore
- Mário Gomes in Adamo contro Eva
- Lars Mikkelsen in Ahsoka
- Clancy Brown in Gen V
- Dean Stockwell e Burr DeBenning in Colombo
- Nicholas Walker in Capitol
- Richard Gere in The Agency

### Cartoni animati
- John Frink (st. 31-32) e Tony Ciccione (st. 32) ne I Simpson
- Walter Strikler in Trollhunters - I racconti di Arcadia
- Dr. Egon Spengler in The Real Ghostbusters
- Dottor Destino in Avengers - I più potenti eroi della Terra
- Tom adulto in Gargoyles - Il risveglio degli eroi
- Shin Hayata in Ultraman
- Thrawn in Star Wars Rebels
- Voce narrante in Teletubbies
- He-Man in He-Man e i dominatori dell'universo
- Phoenix in Superkar
- Mimicrì in Spike Team
- Hordak in She-Ra e le principesse guerriere
- Stripey in Little Robots
- Dottor Procton in Goldrake U

### Videogiochi
- Trey Kincaid in Apocalypse[5]
- Dr. Egon Spengler in Ghostbusters: Il videogioco[6]
- John McClane in Die Hard Trilogy[7]

## Filmografia

### Cinema
- C'è nessuno?!, regia di Maurizio Casula – cortometraggio (1994)
- Vendetta, Inc., regia di Pierluca Di Pasquale – cortometraggio (2010)
- Qualunquemente, regia di Giulio Manfredonia (2011)
- Sotto il vestito niente - L'ultima sfilata, regia di Carlo Vanzina (2011)
- Cetto c'è, senzadubbiamente, regia di Giulio Manfredonia (2019)

### Televisione
- Chiamata urgente per il numero... 1980 – serie TV (1980)
- Storia di Anna, regia di Salvatore Nocita – miniserie TV (1981)
- Piccolo mondo antico, regia di Salvatore Nocita – miniserie TV (1983)
- La valle dei pioppi – serie TV (1986)
- Troilo e Cressida di William Shakespeare, regia di Jonathan Miller, prosa televisiva trasmessa da Raitre il 9 maggio 1986.[8]
- Il capitano – serie TV (2007)
- Provaci ancora prof! – serie TV (2007)
- CentoVetrine – serie TV (2009-2010)
- R.I.S. Roma - Delitti imperfetti – serie TV, episodio 1x16 (2010)
- Distretto di Polizia 10 – serie TV (2010)
- Don Matteo – serie TV, episodio 8x7 (2011)
- Violetta, regia di Antonio Frazzi – miniserie TV (2011)
- Fratelli detective – serie TV (2011)
- Il segreto dell'acqua – serie TV (2011)
- Angeli e diamanti – miniserie TV (2011)
- Squadra antimafia - Palermo oggi 3-4 – serie TV (2011-2012)
- L'onore e il rispetto – serie TV, stagione 3 ed episodio 4.5 (2012, 2015)
- Nero Wolfe – serie TV, episodio 1.1 (2012)
- Un passo dal cielo – serie TV, episodio 2x09 (2012)
- Rex – serie TV, episodio 5x02 (2012)
- Le tre rose di Eva 2 – serie TV (2013)
- Un caso di coscienza 5 – serie TV (2013)
- Rodolfo Valentino - La leggenda, regia di Alessio Inturri – miniserie TV (2014)
- Un posto al sole – serial TV (2014)
- Baby – serie TV (2019)

## Radio
- Lord Anthony Kant in Eva Kant: Quando Diabolik non c'era, regia di Lamberto Lambertini (Rai Radio 2, 2004)

## Teatro
- Datemi tre caravelle (2006-2007)

## Opere
- Gli uccelli non hanno vertigini, Bertoni, 2023